# 타구치 히로마사
타구치 히로마사(일본어: 田口浩正, 1967년 10월 8일 ~ )는 일본의 배우이다.

## 출연 작품
- 그래도 내가 하지 않았어 (2007년) - 츠키다 이치로 역
- 타이라노 키요모리 (2012년) - 타이라노 사다요시 역
- 오늘은 회사 쉬겠습니다 (2014년) - 부시자와 요시히로 역